# Myrcia marianae
Myrcia marianae là một loài thực vật có hoa trong Họ Đào kim nương.